# Ior Bock
Pour les articles homonymes, voir Bock (homonymie).
Ior Bock [ˈiːɔr ˈbɔkː], né Bror Holger Svedlin le 17 janvier 1942 à Porvoo, et mort le 23 octobre 2010 à Helsinki, est un écrivain finlandais controversé, qui prétend que sa lignée - la famille Boxström - a transmis l'ancienne tradition folklorique de génération en génération, éclairant ainsi la culture païenne finnoise et son histoire.
Si des fouilles lancées par Bock et menées jusqu'en 1991 ont  révélé un ancien monument familial, la plupart des thèses qu'il défend sont en contradiction avec l'histoire de la Finlande généralement admise.

## Biographie
D'après son autobiographie, Saga of Bock, il est le fils d'une relation incestueuse entre le capitaine Knut Victor Boxström (1860-1942), alors âgé de 81 ans, et sa fille Rhea. Le seul fils de Knut aurait été tué au cours de la guerre civile de Finlande de 1918, et celui-ci aurait voulu à tout prix perpétuer la lignée masculine.
Le journaliste finlandais Magnus Londen retrace les origines de Bock à un père jardinier à Porvoo, avant qu'il ne soit adopté par Bertel et Rhea Boxstrom-Svedlin. Dans son enquête, Londen insiste sur l'enfance vraisemblablement troublée de Ior Bock. À l'âge de 9 ans, en 1951, il aurait été envoyé en pensionnat. Il quitta l'école à 15 ans, et suivit un apprentissage de technicien-lumières à Svenska Teatern, le théâtre suédois de Helsinki. Là, il commença une formation d'acteur professionnel à 21 ans.
En mai 1962, son frère Erik - également adopté - décéda d'une blessure par balle dans des conditions peu claires. Dans le rapport de police, Ior déclara tout d'abord avoir lancé un pistolet chargé à Erik, l'objet aurait tiré accidentellement, touchant Erik au cœur et le tuant ; il déclara plus tard que son frère s'était suicidé. Ior fut finalement condamné à 4 mois avec sursis pour homicide involontaire.
À travers l'intérêt et la connaissance particulière que sa famille portait à l'histoire de la Finlande, il s'attacha à l'histoire de Sveaborg, le plus grand monument de la Finlande moderne. En 1973, il fut engagé comme guide touristique à la forteresse insulaire de Suomenlinna. Il le demeura jusqu'en 1985, lorsque sa saga devint célèbre.
Le 3 juin 1999, Ior Bock reçut plusieurs coups de couteau dans le dos à Helsinki. Il devint tétraplégique, mais continua depuis à diffuser ses idées.
Il est retrouvé mort dans des circonstances non encore élucidées, assassiné dans son appartement, le 23 octobre 2010, à l'âge de 68 ans.

## Controverse
À la mort de sa mère, en juin 1984, Bock déclara qu'elle l'avait chargé de faire connaitre leur « saga familiale » aux historiens professionnels et au public.
Il enregistra en suédois, entre 1984 et 1985, une première version, conservée à Helsinki aux Archives du Folklore. Il ajouté plus tard des éléments dans plusieurs cassettes. En 1996, l'écrivain finnois Juha Javanainen récupéra plusieurs de ces extraits dans son livre Bockin Perheen Saga (Helsinki, 1996).
Dans sa saga, Bock emploie une étymologie particulière, basée sur les lettres des alphabets scandinaves. Il appuie la véracité de sa saga en la reliant au folklore censé former le noyau des cultures finnoise et scandinave. Il y décrit en détail de nombreux aspects, tels que la géographie, l'art, l'architecture ou les lignées familiales.
Il prétend notamment qu'une tradition répandue consistait à boire le sperme au moyen d'autofellations, afin de « sauvegarder la semence », rituel appelé sauna-solmu. De même, les femmes auraient consommé leur mahla à l'aide d'une paille. Bock affirme également que des relations homosexuelles masculines ou féminines étaient courantes.
À l'été 1990, il prônait la consommation de marijuana, ce qui lui valut des poursuites judiciaires et provoqua un scandale.